# Isländische Fußballmeisterschaft der Frauen 1977
Die Isländische Fußballmeisterschaft der Frauen 1977 (isländisch 1. deild kvenna) war die sechste Austragung der höchsten isländischen Spielklasse im Frauenfußball. Sie startete am 22. Mai 1977 und endete am 25. Juli 1977. Sechs Mannschaften trafen im Doppelrundenturnier aufeinander. Breiðablik Kópavogur gewann zum ersten Mal die isländische Meisterschaft.

## Meisterschaft
Tabelle
| Pl. | Verein               | Sp. | S | U | N | Tore    | Diff. | Punkte |
| --- | -------------------- | --- | - | - | - | ------- | ----- | ------ |
| 1.  | Breiðablik Kópavogur | 10  | 7 | 2 | 1 | 040:700 | +33   | 16:40  |
| 2.  | Fram Reykjavík       | 10  | 7 | 1 | 2 | 033:110 | +22   | 15:50  |
| 3.  | Valur Reykjavík      | 10  | 6 | 2 | 2 | 028:600 | +22   | 14:60  |
| 4.  | FH Hafnarfjörður     | 10  | 5 | 1 | 4 | 029:110 | +18   | 11:90  |
| 5.  | Víðir Reykjavík      | 10  | 1 | 1 | 8 | 006:460 | −40   | 03:17  |
| 6.  | Keflavík ÍF          | 10  | 0 | 1 | 9 | 003:580 | −55   | 01:19  |

Kreuztabelle 
|                      | Breiðablik Kópavogur | Fram Reykjavík |     | FH Hafnarfjörður | Víðir Reykjavík | Keflavík ÍF |
| Breiðablik Kópavogur |                      | 2:0            | 2:2 | 2:0              | 9:1             | 7:0         |
| Fram Reykjavík       | 3:2                  |                | 0:0 | 1:0              | 8:0             | 4:0         |
| Valur Reykjavík      | 0:1                  | 3:0            |     | 0:1              | 6:0             | 4:0         |
| FH Hafnarfjörður     | 1:1                  | 1:4            | 1:2 |                  | 3:0             | 9:0         |
| Víðir Reykjavík      | 0:6                  | 2:6            | 0:4 | 1:3              |                 | 1:0         |
| Keflavík ÍF          | 0:8                  | 1:7            | 1:7 | 0:10             | 1:1             |             |